# ミルクラン
ミルクラン(Milk run)は物流方式のひとつ。日本語では巡回集荷と訳される。牛乳業者が酪農家の間を回って牛乳を引き取っていく様になぞらえた用語である。

## 概要
複数の仕入先から原材料や部品を仕入れる場合、日本ではかんばん方式に基づいて、発荷主に工場へ納入させる方式が一般的である。ミルクランでは製造業者自身、若しくは委託された輸送業者が決められたルートに従って発荷主を回って集荷を行う。またスーパーやコンビニのような小売業においても仕入先を回って商品を集める手段として使われる。納入量がトラック一台に満たないような少量の場合、あるいはサプライヤーが一定の地域に密集している場合などに用いられる。海外、特にアメリカで、自動車産業等においてよく見られる手法である。1990年代後半からは、日本でもミルクランを実施する企業が増えてきた。

## 利点
- 日本の商習慣では工場への納入費用を部品代に含めることが一般的であった。これを仕入先工場渡し価格に変更することでモノの値段と物流コストをそれぞれ的確に把握でき、いわゆる見える化を図ることができる。
- 物量の少ない貨物をまとめることで、積載効率が上る。
- 部品在庫を極力持たないことになるので、リスクが少なく管理コストも削減できる。
- 複数の納入者がそれぞれにトラックを仕立てて工場に持ち込む場合に対して少ない本数で済み、コスト削減、工場周辺の渋滞軽減、また環境へ与える負荷も抑えることができる。

無論メリットばかりではなく、仕入先が離れた場所に散在している場合、あるいは一回の輸送量が大きい場合には適していない。

## 実施している企業
上述のように、アメリカではGMやフォードといった大手自動車メーカーが、自動車産業の集中するデトロイト周辺の地の利を生かして積極的にミルクラン方式で部品調達を行っている。
トヨタ自動車は北米工場であるNUMMIにおいて集配業者に委託する形でミルクランを始め、日本でも展開しつつある。日本の自動車メーカーで最初に本格的なミルクランを実施したのはいすゞ自動車で、1995年のことであった。現在では地理的制約を受けない部品の90%をミルクランで調達しているとしている。日産も力を入れており、日本にミルクラン方式を定着させたのは日産である、と自負している。
自動車業界以外でも、キヤノン、松下電器、富士通、島津製作所、日本電気、サクサといった企業がミルクランを実施している。